# Observatório Astrofísico da Crimeia
Telescópio solar BST-1, do CrAO.
O Observatório Astrofísico da Crimeia (CrAO) é um observatório astronômico localizado na península da Crimeia, na Ucrânia. Suas instalações principais ficam perto do povoado de Nauchnij e as instalações mais antigas, na cidade de Simeiz. O observatório publica anualmente, desde 1947 em russo e ucraniano e desde 1977 em inglês, o Bulletin of the Crimean Astrophysical Observatory.

## Telescópios
O CrAO possui os seguintes telescópios:
Em Nauchnij
- Telescópio Shajn (2,6 m)
- Telescópio solar BST-1 (1,2 m)
- Telescópio de raios gama GT-48 (área de 54 m²)
- Outros equipamentos menores.

Em Simeiz:
- Radiotelescópio do Monte Koshka (22 m)
- Telescópio de 1m com laser, para localização de satélites.

## Olimpíada de Astronomia
O CrAO sediou por quatro vezes a Olimpíada Internacional de Astronomia. A sede de Nauchnij sediou em 1999 e em 2001; a sede de Simeiz sediou em 2004 e 2007.
O CrAO sediou por quatro vezes a Olimpíada CEI de Astronomia. A sede de Nauchnij sediou em 1998, em 2000, em 2003, em 2006, em 2009 e em 2011.

## Ligações externas

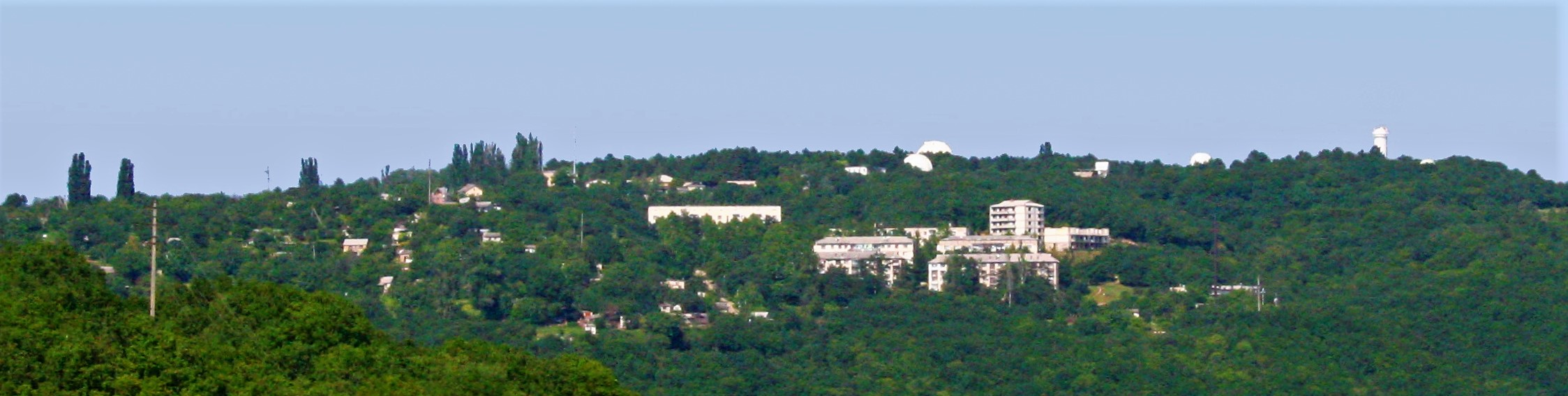
Vista do Observatório Astrofísico da Crimeia e da cidade de Nauchnij a partir de um local próximo, chamado "Скалы" ("Pedras"). Os domos brancos na linha do horizonte são, da esquerda para a direita: Telescópio ZTHS 2,6m; telescópio AZT-11 1,25m; e telescópio solar BST-1.